# Runar Søgaard
Runar Devik Søgaard (i Sverige folkbokförd som Runar Devik Sögaard), född 27 juni 1967 i Kongsvinger, är en norsk ledarskapskonsult med ett förflutet som predikant.

## Biografi
Søgaard träffade artisten Carola Häggkvist under en konferens i Frankfurt am Main 1987. De gifte sig den 19 maj 1990, men separerade år 2000 och skildes sedan. De har en son, fotbollsspelaren Amadeus Sögaard, född 1998. I augusti 2008 gifte Runar Søgaard om sig med Jessica Karlsson. De har tillsammans två söner, och skiljde sig 2017.
Han medverkade 1999 på Black Ingvars album Heaven Metal.
År 2020 gav han ut sin självbiografi Gud gav oss tio bud – jag har brutit mot nio av dem. Søgaard framhöll att hans före detta fru Carola Häggkvist beretts tillfälle att läsa manus, medan Häggkvist framhållit att hon vägrat läsa och "inte själv tagit del av någon text eller innehåll ur boken".

## Kontroverser och domar
Under 1995 blev Søgaard omskriven efter att ha skjutit ett rådjur från sitt sovrumsfönster. Detta ledde till att hans vapenlicens drogs in, men efter att han överklagat beslutet till Regeringsrätten återfick han licensen år 1999.
I ett tal den 20 mars 2004 ska Søgaard ha gjort kommentarer om den islamske profeten Muhammeds giftermål med Aisha, som var nio år då äktenskapet fullbordades. I talet kallade han Muhammed för en "förvirrad pedofil". Flera islamiska förkunnare, bland annat en imam i Afrika, utfärdade en fatwa om att mörda Søgaard, och flera hemliga islamiska nätverk ska enligt uppgifter i svensk press ha avsett att verkställa den. Søgaard tog delvis tillbaka vad han sagt om Muhammed i TV4 den 22 april 2005.
År 2012 dömdes Søgaard till villkorlig dom för bokföringsbrott. Den 18 februari 2015 dömdes han av Svea hovrätt till två månaders fängelse för två fall av bokföringsbrott.
Den 7 februari 2019 dömdes Søgaard av Nacka tingsrätt till fängelse i 1 år och 8 månader för skattebrott vid 20 tillfällen och grovt bokföringsbrott vid 3 tillfällen 2013–2016. Han dömdes även till näringsförbud. Domen överklagades till Svea hovrätt som den 11 juni 2021 fastställde straffet. Hovrätten har slagit fast att Søgaard avsiktligen låtit bli att redovisa moms och låtit bli att bokföra för att undvika att betala skatt. Søgaard överklagade även hovrättens fällande dom. Högsta domstolen meddelade den 13 september 2021 att man ej beviljat prövningstillstånd och domen står därmed fast.
Efter att ha påbörjat verkställighet av fängelsestraffet på den öppna anstalten Svartsjö följde Sögaard inte reglerna och hade upprepade konflikter med andra intagna och personal. Kriminalvården förflyttade därför honom till den slutna anstalten Täby. Även där fortsatte dock hans svårigheter att följa reglerna i fängelset varpå han förflyttats till Anstalten Österåker, denna gång dock efter att själv ha blivit hotad av andra intagna.